# RSC Anderlecht in het seizoen 1994/95
RSC Anderlecht begon goed aan het seizoen 1994/95. Voor trainer Johan Boskamp was het ondertussen al zijn derde seizoen als hoofdcoach van Anderlecht. Als titelverdediger en Bekerwinnaar lag de lat voor paars-wit erg hoog, maar Boskamp slaagde erin om ondanks het vertrek van sterkhouders Luc Nilis en Philippe Albert toch voor een derde keer op rij kampioen te spelen. De titelstrijd was tot de laatste speeldag erg spannend. Anderlecht begon met 50 punten aan de laatste wedstrijd, Standard Luik en Club Brugge elk met 49. Die twee laatste teams moesten op de laatste speeldag tegen mekaar uitkomen, terwijl Anderlecht op bezoek ging bij AA Gent. Anderlecht won met 0-2 en Standard versloeg Club Brugge met 2-0, waardoor paars-wit met één punt voorsprong landskampioen werd.
Het seizoen 1994/95 was tevens het laatste seizoen dat een club na een zege twee punten kreeg. Vanaf 1995/96 kregen clubs drie punten na een overwinning.

## Spelerskern
| Naam               | Nationaliteit | Geboortedatum | Vorige club                  |
| ------------------ | ------------- | ------------- | ---------------------------- |
| Keepers            |               |               |                              |
| Filip De Wilde     | België        | 05-07-1964    | 1981-1987 SK Beveren         |
| Frédéric Herpoel   | België        | 16-08-1974    | /                            |
| Peter Maes         | België        | 01-06-1964    | 1989-1990 KRC Mechelen       |
| Verdedigers        |               |               |                              |
| Isaac Asare        | Ghana         | 01-09-1974    | /                            |
| Celestine Babayaro | Nigeria       | 01-09-1974    | /                            |
| Bertrand Crasson   | België        | 05-10-1971    | /                            |
| Olivier Doll       | België        | 09-06-1973    | 1989-1994 RFC Sérésien       |
| Georges Grün       | België        | 25-01-1962    | 1990-1994 Parma AC           |
| Chidi Nwanu        | Nigeria       | 01-01-1967    | 1991-1993 SK Beveren         |
| Graeme Rutjes      | Nederland     | 26-03-1960    | 1985-1990 KV Mechelen        |
| Olivier Suray      | België        | 16-10-1971    | 1989-1993 Sporting Charleroi |
| Alain Van Lint     | België        | 26-09-1972    | /                            |
| Middenvelders      |               |               |                              |
| Danny Boffin       | België        | 10-07-1965    | 1987-1991 Club Luik          |
| Marc Degryse       | België        | 04-09-1965    | 1983-1989 Club Brugge        |
| Marc Emmers        | België        | 25-02-1966    | 1987-1992 KV Mechelen        |
| Philip Haagdoren   | België        | 25-06-1970    | 1987-1993 Lommel SK          |
| Charly Musonda     | Zambia        | 22-08-1969    | 1986-1987 Cercle Brugge      |
| Frédéric Peiremans | België        | 03-09-1973    | /                            |
| Bruno Versavel     | België        | 27-08-1967    | 1988-1992 KV Mechelen        |
| Johan Walem        | België        | 01-02-1972    | /                            |
| Pär Zetterberg     | Zweden        | 14-10-1970    | 1991-1993 Sporting Charleroi |
| Aanvallers         |               |               |                              |
| Johnny Bosman      | Nederland     | 01-02-1965    | 1990-1991 PSV                |
| Yaw Preko          | Ghana         | 08-09-1974    | /                            |
| Josip Weber        | België        | 16-11-1964    | 1988-1994 Cercle Brugge      |

### Technische staf
|                    |                      |               |
| Functie            | Naam                 | Nationaliteit |
| Coach              | Johan Boskamp (foto) | Nederland     |
| Assistent-coach    | Jean Dockx           | België        |
| Keeperstrainer     | Nico de Bree         | Nederland     |
| Ploegafgevaardigde | Pierre Leroy         | België        |

## Resultaten
Een overzicht van de competities waaraan Anderlecht in het seizoen 1994-1995 deelnam.
| Seizoen 1994/95  | Seizoen 1994/95 | Seizoen 1994/95                         |
| Competitie       | Resultaat       | Uitgeschakeld door / Tegenstanders      |
| ---------------- | --------------- | --------------------------------------- |
| Eerste klasse    | Kampioen        |                                         |
| Supercup         | Finalist        | Club Brugge                             |
| Beker van België | Halve finale    | Germinal Ekeren                         |
| Champions League | Groepsfase      | Benfica, Steaua Boekarest, Hajduk Split |

## Uitrustingen
Shirtsponsor(s): Generale Bank

Sportmerk: adidas
| Thuis | Uit | Doelman | Doelman |

## Transfers

### Zomer
| Naam               | Nationaliteit | Van/naar            | Type     |
| ------------------ | ------------- | ------------------- | -------- |
| Inkomend           |               |                     |          |
| Celestine Babayaro | Nigeria       | Plateau United      | Gekocht  |
| Olivier Doll       | België        | RFC Sérésien        | Gekocht  |
| Georges Grün       | België        | Parma AC            | Gekocht  |
| Josip Weber        | België        | Cercle Brugge       | Gekocht  |
| Uitgaand           |               |                     |          |
| Philippe Albert    | België        | Newcastle United    | Verkocht |
| Michel De Wolf     | België        | Olympique Marseille | Verkocht |
| Wim Kooiman        | Nederland     | Cercle Brugge       | Verkocht |
| Nii Lamptey        | Ghana         | Aston Villa         | Verkocht |
| Guy Marchoul       | België        | Eendracht Aalst     | Verkocht |
| Luc Nilis          | België        | PSV Eindhoven       | Verkocht |
| Alain Van Baekel   | België        | Lommel SK           | Verkocht |
| Philip Osondu      | Nigeria       | La Louvière         | Huur     |

## Competitie

### Wedstrijden
| Wedstrijddetails                                          | Thuisploeg                                       | Uitslag                             | Uitploeg                                                                          | Opstelling | Rode kaarten |
| --------------------------------------------------------- | ------------------------------------------------ | ----------------------------------- | --------------------------------------------------------------------------------- | --- | ------------ |
| Heenronde                                                 |                                                  |                                     |                                                                                   | |              |
| 20 augustus 1994 Olympiastadion Brugge                    | Cercle Brugge                                    | 2-1                                 | RSC Anderlecht                                                                    | De Wilde Suray, Crasson, Rutjes(46' Bosman), Doll Emmers, Degryse, Walem, Boffin Preko(71' Haagdoren), Weber            |              |
| 20 augustus 1994 Olympiastadion Brugge                    | 9' Renty 19' Hanganu                             | 1-0 2-0 2-1                         | 74' Weber                                                                         | De Wilde Suray, Crasson, Rutjes(46' Bosman), Doll Emmers, Degryse, Walem, Boffin Preko(71' Haagdoren), Weber            |              |
| 27 augustus 1994 Constant Vanden Stockstadion Anderlecht  | RSC Anderlecht                                   | 2-2                                 | Germinal Ekeren                                                                   | De Wilde Suray(71' Preko), Nwanu, Doll, Boffin Emmers, Degryse, Walem, Haagdoren Bosman, Weber                          |              |
| 27 augustus 1994 Constant Vanden Stockstadion Anderlecht  | 25' Haagdoren 72' Weber                          | 1-0 1-1 2-1 3-1 3-2                 | 8' Hofmans 14' Vande Walle                                                        | De Wilde Suray(71' Preko), Nwanu, Doll, Boffin Emmers, Degryse, Walem, Haagdoren Bosman, Weber                          |              |
| 31 augustus 1994 Stedelijk Sportstadion Lommel            | Lommel SK                                        | 1-2                                 | RSC Anderlecht                                                                    | De Wilde Crasson, Emmers, Doll, Rutjes Haagdoren(82' Preko), Zetterberg, Walem(84' Bosman), Boffin Degryse, Weber       |              |
| 31 augustus 1994 Stedelijk Sportstadion Lommel            | 8' Van Geneugden                                 | 0-1 1-1 1-2                         | 7' Walem 24' Weber                                                                | De Wilde Crasson, Emmers, Doll, Rutjes Haagdoren(82' Preko), Zetterberg, Walem(84' Bosman), Boffin Degryse, Weber       |              |
| 10 september 1994 Constant Vanden Stockstadion Anderlecht | RSC Anderlecht                                   | 4-2                                 | Lierse SK                                                                         | De Wilde Crasson, Emmers, Grün(46' Haagdoren), Rutjes Boffin, Degryse, Walem, Versavel Bosman(90' Preko), Weber         |              |
| 10 september 1994 Constant Vanden Stockstadion Anderlecht | 37' Versavel 66' Crasson 79' Haagdoren 89' Weber | 1-0 1-1 1-2 2-2 3-2 4-2             | 49' Huysmans 55' Huysmans                                                         | De Wilde Crasson, Emmers, Grün(46' Haagdoren), Rutjes Boffin, Degryse, Walem, Versavel Bosman(90' Preko), Weber         |              |
| 18 september 1994 Pierre Cornelisstadion Aalst            | Eendracht Aalst                                  | 3-6                                 | RSC Anderlecht                                                                    | De Wilde Crasson(63' Suray), Emmers, Rutjes, Doll Haagdoren, Degryse, Walem, Boffin Preko, Bosman(82' Peiremans)        |              |
| 18 september 1994 Pierre Cornelisstadion Aalst            | 62' Lamberg 70' Krnčevič 90' De Bilde            | 0-1 0-2 0-3 0-4 1-4 2-4 2-5 2-6 3-6 | 32' Boffin 38' Boffin 53' Bosman 56' Haagdoren 81' Boffin 87' Preko               | De Wilde Crasson(63' Suray), Emmers, Rutjes, Doll Haagdoren, Degryse, Walem, Boffin Preko, Bosman(82' Peiremans)        |              |
| 24 september 1994 Constant Vanden Stockstadion Anderlecht | RSC Anderlecht                                   | 2-0                                 | Club Luik                                                                         | De Wilde Crasson(82' Suray), Emmers, Rutjes, Doll Haagdoren, Degryse, Walem, Boffin(74' Weber) Preko, Bosman            |              |
| 24 september 1994 Constant Vanden Stockstadion Anderlecht | 7' Bosman 50' Degryse                            | 1-0 2-0                             |                                                                                   | De Wilde Crasson(82' Suray), Emmers, Rutjes, Doll Haagdoren, Degryse, Walem, Boffin(74' Weber) Preko, Bosman            |              |
| 1 oktober 1994 Constant Vanden Stockstadion Anderlecht    | RSC Anderlecht                                   | 2-1                                 | SK Beveren                                                                        | De Wilde Crasson, Rutjes, Nwanu, Doll Haagdoren, Degryse(90' Zetterberg), Walem, Boffin Bosman, Weber(85' Preko)        |              |
| 1 oktober 1994 Constant Vanden Stockstadion Anderlecht    | 34' Degryse 64' Boffin                           | 1-0 1-1 2-1                         | 58' Van Overtvelt                                                                 | De Wilde Crasson, Rutjes, Nwanu, Doll Haagdoren, Degryse(90' Zetterberg), Walem, Boffin Bosman, Weber(85' Preko)        |              |
| 15 oktober 1994 Pairaystadion Seraing                     | RFC Seraing                                      | 1-1                                 | RSC Anderlecht                                                                    | De Wilde Suray, Crasson, Rutjes, Doll Peiremans, Degryse(10' Zetterberg), Walem, Boffin Bosman, Weber                   |              |
| 15 oktober 1994 Pairaystadion Seraing                     | 44' Lukaku                                       | 1-0 1-1                             | 53' Weber                                                                         | De Wilde Suray, Crasson, Rutjes, Doll Peiremans, Degryse(10' Zetterberg), Walem, Boffin Bosman, Weber                   |              |
| 23 oktober 1994 Constant Vanden Stockstadion Anderlecht   | RSC Anderlecht                                   | 1-0                                 | Club Brugge                                                                       | De Wilde Suray, Crasson, Rutjes, Doll Peiremans, Zetterberg, Walem, Boffin Bosman(82' Nwanu), Weber                     |              |
| 23 oktober 1994 Constant Vanden Stockstadion Anderlecht   | 36' Boffin                                       | 1-0                                 |                                                                                   | De Wilde Suray, Crasson, Rutjes, Doll Peiremans, Zetterberg, Walem, Boffin Bosman(82' Nwanu), Weber                     |              |
| 30 oktober 1994 Bosuilstadion Antwerpen                   | R. Antwerp FC                                    | 2-4                                 | RSC Anderlecht                                                                    | De Wilde Suray, Crasson, Rutjes, Doll Peiremans, Zetterberg(90' Nwanu), Walem, Boffin Bosman, Weber(84' Haagdoren)      |              |
| 30 oktober 1994 Bosuilstadion Antwerpen                   | 77' Rubenilson                                   | 1-0 1-1 1-2 1-3 2-3 2-4             | 14' Crasson (own) 29' Bosman 41' Weber 56' Suray 89' Bosman                       | De Wilde Suray, Crasson, Rutjes, Doll Peiremans, Zetterberg(90' Nwanu), Walem, Boffin Bosman, Weber(84' Haagdoren)      |              |
| 9 november 1994 Constant Vanden Stockstadion Anderlecht   | RSC Anderlecht                                   | 0-1                                 | KV Mechelen                                                                       | De Wilde Suray(33' Van Lint), Doll, Rutjes, Babayaro Haagdoren, Zetterberg(78' Preko), Walem, Boffin Degryse, Bosman    |              |
| 9 november 1994 Constant Vanden Stockstadion Anderlecht   |                                                  | 0-1                                 | 18' Czerniatynski                                                                 | De Wilde Suray(33' Van Lint), Doll, Rutjes, Babayaro Haagdoren, Zetterberg(78' Preko), Walem, Boffin Degryse, Bosman    |              |
| 19 november 1994 Stayen Sint-Truiden                      | Sint-Truiden VV                                  | 0-2                                 | RSC Anderlecht                                                                    | De Wilde Doll, Crasson, Rutjes, Babayaro Haagdoren(59' Peiremans), Zetterberg(85' Preko), Walem, Boffin Degryse, Bosman |              |
| 19 november 1994 Stayen Sint-Truiden                      |                                                  | 0-1 0-2                             | 49' Walem 72' Boffin                                                              | De Wilde Doll, Crasson, Rutjes, Babayaro Haagdoren(59' Peiremans), Zetterberg(85' Preko), Walem, Boffin Degryse, Bosman |              |
| 27 november 1994 Constant Vanden Stockstadion Anderlecht  | RSC Anderlecht                                   | 4-0                                 | Sporting Charleroi                                                                | De Wilde Doll, Crasson, Rutjes, Boffin Emmers(65' Peiremans), Zetterberg, Walem, Preko(80' Van Lint) Degryse, Bosman    |              |
| 27 november 1994 Constant Vanden Stockstadion Anderlecht  | 39' Preko 41' Emmers 57' Bosman 61' Preko        | 1-0 2-0 3-0 4-0                     |                                                                                   | De Wilde Doll, Crasson, Rutjes, Boffin Emmers(65' Peiremans), Zetterberg, Walem, Preko(80' Van Lint) Degryse, Bosman    |              |
| 2 december 1994 Stade Maurice Dufrasne Luik               | Standard Luik                                    | 1-1                                 | RSC Anderlecht                                                                    | De Wilde Doll, Crasson, Rutjes(66' Preko), Babayaro Emmers, Zetterberg, Walem, Boffin Degryse, Bosman                   |              |
| 2 december 1994 Stade Maurice Dufrasne Luik               | 42' Bettagno                                     | 1-0 1-1                             | 71' Walem                                                                         | De Wilde Doll, Crasson, Rutjes(66' Preko), Babayaro Emmers, Zetterberg, Walem, Boffin Degryse, Bosman                   |              |
| 10 december 1994 Constant Vanden Stockstadion Anderlecht  | RSC Anderlecht                                   | 2-0                                 | RWDM                                                                              | De Wilde Emmers, Crasson, Rutjes, Babayaro Preko, Zetterberg, Walem, Boffin Degryse(46' Weber), Bosman(87' Peiremans)   |              |
| 10 december 1994 Constant Vanden Stockstadion Anderlecht  | 17' Preko 62' Walem                              | 1-0 2-0                             |                                                                                   | De Wilde Emmers, Crasson, Rutjes, Babayaro Preko, Zetterberg, Walem, Boffin Degryse(46' Weber), Bosman(87' Peiremans)   |              |
| 21 december 1994 Albertparkstadion Oostende               | KV Oostende                                      | 0-2                                 | RSC Anderlecht                                                                    | De Wilde Doll, Crasson, Rutjes, Babayaro Emmers(76' Preko), Zetterberg, Walem, Boffin Degryse, Bosman(80' Weber)        |              |
| 21 december 1994 Albertparkstadion Oostende               |                                                  | 0-1 0-2                             | 52' Zetterberg 76' Degryse                                                        | De Wilde Doll, Crasson, Rutjes, Babayaro Emmers(76' Preko), Zetterberg, Walem, Boffin Degryse, Bosman(80' Weber)        |              |
| Terugronde                                                |                                                  |                                     |                                                                                   | |              |
| 14 januari 1995 Constant Vanden Stockstadion Anderlecht   | RSC Anderlecht                                   | 1-1                                 | Cercle Brugge                                                                     | De Wilde Doll, Crasson, Grün, Babayaro Emmers(81' Preko), Zetterberg, Walem, Boffin Degryse, Bosman(60' Weber)          |              |
| 14 januari 1995 Constant Vanden Stockstadion Anderlecht   | 7' Grün                                          | 1-0 1-1                             | 70' Annicaert                                                                     | De Wilde Doll, Crasson, Grün, Babayaro Emmers(81' Preko), Zetterberg, Walem, Boffin Degryse, Bosman(60' Weber)          |              |
| 22 januari 1995 Veltwijckpark Ekeren                      | Germinal Ekeren                                  | 2-3                                 | RSC Anderlecht                                                                    | De Wilde Doll, Crasson, Grün, Babayaro Emmers, Zetterberg(90' Bosman), Walem, Boffin(57' Haagdoren) Degryse, Weber      |              |
| 22 januari 1995 Veltwijckpark Ekeren                      | 3' Hofmans 65' Abeels                            | 1-0 1-1 1-2 1-3 2-3                 | 26' Walem 54' Degryse 62' Walem                                                   | De Wilde Doll, Crasson, Grün, Babayaro Emmers, Zetterberg(90' Bosman), Walem, Boffin(57' Haagdoren) Degryse, Weber      |              |
| 3 februari 1995 Herman Vanderpoortenstadion Lier          | Lierse SK                                        | 1-8                                 | RSC Anderlecht                                                                    | De Wilde Doll(76' Preko), Crasson, Grün, Babayaro Emmers, Zetterberg(76' Bosman), Walem, Haagdoren Degryse, Weber       |              |
| 3 februari 1995 Herman Vanderpoortenstadion Lier          | 64' De Smet (own) 72' Pauwels                    | 0-1 0-2 0-3 0-4 0-5 0-6 1-6 1-7 1-8 | 10' Haagdoren 13' Haagdoren 30' Degryse 55' Degryse 62' Weber 76' Weber 79' Weber | De Wilde Doll(76' Preko), Crasson, Grün, Babayaro Emmers, Zetterberg(76' Bosman), Walem, Haagdoren Degryse, Weber       |              |
| 8 februari 1995 Constant Vanden Stockstadion Anderlecht   | RSC Anderlecht                                   | 4-0                                 | AA Gent                                                                           | De Wilde Doll, Crasson, Grün, Babayaro Emmers, Zetterberg, Walem, Haagdoren(63' Preko) Degryse(84' Bosman), Weber       |              |
| 8 februari 1995 Constant Vanden Stockstadion Anderlecht   | 13' Degryse 32' Degryse 60' Weber 84' Degryse    | 1-0 2-0 3-0 4-0                     |                                                                                   | De Wilde Doll, Crasson, Grün, Babayaro Emmers, Zetterberg, Walem, Haagdoren(63' Preko) Degryse(84' Bosman), Weber       |              |
| 11 februari 1995 Constant Vanden Stockstadion Anderlecht  | RSC Anderlecht                                   | 3-2                                 | Eendracht Aalst                                                                   | De Wilde Doll, Crasson, Grün, Babayaro Emmers, Zetterberg(87' Bosman), Walem, Haagdoren(46' Preko) Degryse, Weber       |              |
| 11 februari 1995 Constant Vanden Stockstadion Anderlecht  | 45' Zetterberg 50' Preko 58' Walem               | 0-1 1-1 2-1 2-2 3-2                 | 24' Vanderhaeghe 52' Van Ankeren                                                  | De Wilde Doll, Crasson, Grün, Babayaro Emmers, Zetterberg(87' Bosman), Walem, Haagdoren(46' Preko) Degryse, Weber       |              |
| 19 februari 1995 Stade Maurice Dufrasne Luik              | Club Luik                                        | 0-4                                 | RSC Anderlecht                                                                    | De Wilde Doll, Crasson, Grün, Babayaro Emmers, Zetterberg, Walem, Haagdoren Degryse(81' Haagdoren), Weber(73' Bosman)   |              |
| 19 februari 1995 Stade Maurice Dufrasne Luik              |                                                  | 0-1 0-2 0-3 0-4                     | 45' Grün 57' Crasson 61' Weber 87' Zetterberg                                     | De Wilde Doll, Crasson, Grün, Babayaro Emmers, Zetterberg, Walem, Haagdoren Degryse(81' Haagdoren), Weber(73' Bosman)   |              |
| 4 maart 1995 Constant Vanden Stockstadion Anderlecht      | RSC Anderlecht                                   | 4-0                                 | RFC Seraing                                                                       | De Wilde Crasson, Grün, Rutjes, Babayaro Emmers, Zetterberg(66' Bosman), Walem, Preko(28' Haagdoren) Degryse, Weber     |              |
| 4 maart 1995 Constant Vanden Stockstadion Anderlecht      | 23' Degryse 31' Weber 78' Weber 82' Weber        | 1-0 2-0 3-0 4-0                     |                                                                                   | De Wilde Crasson, Grün, Rutjes, Babayaro Emmers, Zetterberg(66' Bosman), Walem, Preko(28' Haagdoren) Degryse, Weber     |              |
| 10 maart 1995 Olympiastadion Brugge                       | Club Brugge                                      | 1-0                                 | RSC Anderlecht                                                                    | De Wilde Crasson, Grün, Doll(75' Bosman), Rutjes, Babayaro Haagdoren, Zetterberg(75' Boffin), Walem Degryse, Weber      |              |
| 10 maart 1995 Olympiastadion Brugge                       | 69' Staelens                                     | 1-0                                 |                                                                                   | De Wilde Crasson, Grün, Doll(75' Bosman), Rutjes, Babayaro Haagdoren, Zetterberg(75' Boffin), Walem Degryse, Weber      |              |
| 18 maart 1995 Constant Vanden Stockstadion Anderlecht     | RSC Anderlecht                                   | 3-1                                 | R. Antwerp FC                                                                     | De Wilde Doll, Crasson, Grün, Babayaro Emmers(46' Boffin), Zetterberg, Walem, Preko Degryse, Weber(61' Bosman)          |              |
| 18 maart 1995 Constant Vanden Stockstadion Anderlecht     | 1' Grün 9' Preko 89' Preko                       | 1-0 2-0 2-1 3-1                     | 80' Severeyns                                                                     | De Wilde Doll, Crasson, Grün, Babayaro Emmers(46' Boffin), Zetterberg, Walem, Preko Degryse, Weber(61' Bosman)          |              |
| 1 april 1995 Achter de Kazerne Mechelen                   | KV Mechelen                                      | 1-1                                 | RSC Anderlecht                                                                    | De Wilde Doll, Crasson, Rutjes, Babayaro Boffin, Emmers, Zetterberg, Preko(50' Versavel) Degryse, Bosman                |              |
| 1 april 1995 Achter de Kazerne Mechelen                   | 65' Pereira                                      | 0-1 1-1                             | 53' Bosman                                                                        | De Wilde Doll, Crasson, Rutjes, Babayaro Boffin, Emmers, Zetterberg, Preko(50' Versavel) Degryse, Bosman                |              |
| 8 april 1995 Constant Vanden Stockstadion Anderlecht      | RSC Anderlecht                                   | 0-1                                 | Sint-Truiden VV                                                                   | De Wilde Suray(65' Haagdoren), Crasson, Grün, Babayaro Emmers, Zetterberg, Walem, Boffin(70' Versavel) Degryse, Bosman  |              |
| 8 april 1995 Constant Vanden Stockstadion Anderlecht      |                                                  | 0-1                                 | 35' Van Houdt                                                                     | De Wilde Suray(65' Haagdoren), Crasson, Grün, Babayaro Emmers, Zetterberg, Walem, Boffin(70' Versavel) Degryse, Bosman  |              |
| 12 april 1995 Constant Vanden Stockstadion Anderlecht     | RSC Anderlecht                                   | 3-2                                 | Lommel SK                                                                         | De Wilde Doll(73' Rutjes), Crasson, Grün, Babayaro Emmers(83' Haagdoren), Zetterberg, Walem, Boffin Preko, Versavel     |              |
| 12 april 1995 Constant Vanden Stockstadion Anderlecht     | 31' Versavel 48' Versavel 82' Versavel           | 0-1 1-1 2-1 2-2 3-2                 | 30' Van Geneugden 61' Waligora                                                    | De Wilde Doll(73' Rutjes), Crasson, Grün, Babayaro Emmers(83' Haagdoren), Zetterberg, Walem, Boffin Preko, Versavel     |              |
| 17 april 1995 Stade du Pays de Charleroi Charleroi        | Sporting Charleroi                               | 2-1                                 | RSC Anderlecht                                                                    | De Wilde Suray(59' Haagdoren), Grün, Rutjes, Babayaro Preko, Zetterberg, Walem, Boffin Bosman, Versavel                 |              |
| 17 april 1995 Stade du Pays de Charleroi Charleroi        | 39' Brogno 58' Casto                             | 1-0 2-0 2-1                         | 65' Versavel                                                                      | De Wilde Suray(59' Haagdoren), Grün, Rutjes, Babayaro Preko, Zetterberg, Walem, Boffin Bosman, Versavel                 |              |
| 30 april 1995 Constant Vanden Stockstadion Anderlecht     | RSC Anderlecht                                   | 2-1                                 | Standard Luik                                                                     | De Wilde Crasson, Rutjes, Babayaro, Haagdoren(16' Maes) Emmers, Walem, Versavel(90' Peiremans), Boffin Degryse, Preko   | 16' De Wilde |
| 30 april 1995 Constant Vanden Stockstadion Anderlecht     | 33' Degryse 38' Rutjes                           | 1-0 1-1 2-1                         | 37' Goossens                                                                      | De Wilde Crasson, Rutjes, Babayaro, Haagdoren(16' Maes) Emmers, Walem, Versavel(90' Peiremans), Boffin Degryse, Preko   | 16' De Wilde |
| 7 mei 1995 Edmond Machtensstadion Molenbeek               | RWDM                                             | 0-2                                 | RSC Anderlecht                                                                    | De Wilde Crasson, Grün, Rutjes, Babayaro Haagdoren(78' Peiremans), Walem, Versavel, Boffin Degryse, Preko(89' Bosman)   |              |
| 7 mei 1995 Edmond Machtensstadion Molenbeek               |                                                  | 0-1 0-2                             | 61' Versavel 76' Preko                                                            | De Wilde Crasson, Grün, Rutjes, Babayaro Haagdoren(78' Peiremans), Walem, Versavel, Boffin Degryse, Preko(89' Bosman)   |              |
| 14 mei 1995 Constant Vanden Stockstadion Anderlecht       | RSC Anderlecht                                   | 3-0                                 | KV Oostende                                                                       | De Wilde Peiremans, Crasson, Grün, Rutjes Haagdoren, Emmers, Walem, Boffin Preko, Versavel                              |              |
| 14 mei 1995 Constant Vanden Stockstadion Anderlecht       | 34' Versavel 77' Versavel 84' Preko              | 1-0 2-0 3-0                         |                                                                                   | De Wilde Peiremans, Crasson, Grün, Rutjes Haagdoren, Emmers, Walem, Boffin Preko, Versavel                              |              |
| 20 mei 1995 Jules Ottenstadion Gent                       | AA Gent                                          | 0-2                                 | RSC Anderlecht                                                                    | De Wilde Crasson, Grün, Rutjes, Babayaro Emmers, Walem, Versavel, Boffin Haagdoren(82' Nwanu), Preko(88' Bosman)        |              |
| 20 mei 1995 Jules Ottenstadion Gent                       |                                                  | 0-1 0-2                             | 65' Haagdoren 70' Versavel                                                        | De Wilde Crasson, Grün, Rutjes, Babayaro Emmers, Walem, Versavel, Boffin Haagdoren(82' Nwanu), Preko(88' Bosman)        |              |

### Klassement
|         |    |                 | P  | W  | G  | V  | +  | -  | DS  | Ptn |
| ------- | -- | --------------- | -- | -- | -- | -- | -- | -- | --- | --- |
| K (CL)  | 1  | RSC Anderlecht  | 34 | 23 | 6  | 5  | 80 | 31 | 49  | 52  |
| (UEFA)  | 2  | Standard Luik   | 34 | 21 | 9  | 4  | 52 | 23 | 29  | 51  |
| (beker) | 3  | Club Brugge     | 34 | 21 | 7  | 6  | 68 | 31 | 37  | 49  |
| (UEFA)  | 4  | Eendracht Aalst | 34 | 14 | 11 | 9  | 63 | 57 | 6   | 39  |
| (UEFA)  | 5  | Lierse          | 34 | 14 | 9  | 11 | 52 | 52 | 0   | 37  |
|         | 6  | Germinal Ekeren | 34 | 12 | 13 | 9  | 57 | 39 | 18  | 37  |
|         | 7  | Lommel          | 34 | 13 | 9  | 12 | 44 | 41 | 3   | 35  |
|         | 8  | Sint-Truiden    | 34 | 11 | 13 | 10 | 34 | 35 | −1  | 35  |
|         | 9  | Seraing         | 34 | 12 | 10 | 12 | 53 | 45 | 8   | 34  |
|         | 10 | Beveren         | 34 | 10 | 12 | 12 | 40 | 46 | −6  | 32  |
|         | 11 | KV Mechelen     | 34 | 11 | 9  | 14 | 41 | 46 | −5  | 31  |
|         | 12 | RWDM            | 34 | 10 | 11 | 13 | 34 | 41 | −7  | 31  |
|         | 13 | Charleroi       | 34 | 10 | 11 | 13 | 33 | 43 | −10 | 31  |
|         | 14 | AA Gent         | 34 | 11 | 8  | 15 | 41 | 53 | −12 | 30  |
|         | 15 | Cercle Brugge   | 34 | 9  | 10 | 15 | 43 | 52 | −9  | 28  |
|         | 16 | Antwerp         | 34 | 8  | 8  | 18 | 40 | 56 | −16 | 24  |
| D       | 17 | KV Oostende     | 34 | 5  | 9  | 20 | 34 | 81 | −47 | 19  |
| D       | 18 | Club Liégeois   | 34 | 5  | 7  | 22 | 35 | 72 | −37 | 17  |

P: wedstrijden gespeeld, W: wedstrijden gewonnen, G: gelijke spelen, V: wedstrijden verloren, +: gescoorde doelpunten, -: doelpunten tegen, DS: doelsaldo, Ptn: totaal punten
K: kampioen, D: degradeert, (beker): bekerwinnaar, (CL): geplaatst voor Champions League, (UEFA): geplaatst voor UEFA-beker

## Europees
RSC Anderlecht moest in 1994/95 aantreden in de Champions League. In de groepsfase werd Anderlecht laatste in Groep C.

### Wedstrijden
| Champions League                                          |                                                          |                 |                  | |              |
| Wedstrijddetails                                          | Thuisploeg                                               | Uitslag         | Uitploeg         | Opstelling | Rode kaarten |
| Groepsfase                                                |                                                          |                 |                  | |              |
| 14 september 1994 Constant Vanden Stockstadion Anderlecht | RSC Anderlecht                                           | 0-0             | Steaua Boekarest | De Wilde Crasson, Emmers, Rutjes, Doll Haagdoren(73' Preko), Degryse, Walem, Boffin(89' Suray) Bosman, Weber          |              |
| 14 september 1994 Constant Vanden Stockstadion Anderlecht |                                                          |                 |                  | De Wilde Crasson, Emmers, Rutjes, Doll Haagdoren(73' Preko), Degryse, Walem, Boffin(89' Suray) Bosman, Weber          |              |
| 28 september 1994 Estádio da Luz Lissabon                 | SL Benfica                                               | 3-1             | RSC Anderlecht   | De Wilde Crasson, Rutjes, Nwanu, Doll Haagdoren, Degryse, Walem, Boffin Bosman, Weber                                 |              |
| 28 september 1994 Estádio da Luz Lissabon                 | 27' Caniggia 40' Caniggia 73' Tavares 86' Maldeira (own) | 1-0 2-0 3-0 3-1 |                  | De Wilde Crasson, Rutjes, Nwanu, Doll Haagdoren, Degryse, Walem, Boffin Bosman, Weber                                 |              |
| 19 oktober 1994 Poljudstadion Split                       | Hajduk Split                                             | 2-1             | RSC Anderlecht   | De Wilde Suray, Crasson, Rutjes, Nwanu Peiremans, Zetterberg, Walem, Boffin Bosman, Weber                             |              |
| 19 oktober 1994 Poljudstadion Split                       | 34' Pralija 87' Butorović                                | 1-0 2-0 2-1     | 89' Weber        | De Wilde Suray, Crasson, Rutjes, Nwanu Peiremans, Zetterberg, Walem, Boffin Bosman, Weber                             |              |
| 2 november 1994 Constant Vanden Stockstadion Anderlecht   | RSC Anderlecht                                           | 0-0             | Hajduk Split     | De Wilde Suray, Crasson, Rutjes, Doll Peiremans(71' Haagdoren), Zetterberg, Walem, Boffin Bosman, Weber               |              |
| 2 november 1994 Constant Vanden Stockstadion Anderlecht   |                                                          |                 |                  | De Wilde Suray, Crasson, Rutjes, Doll Peiremans(71' Haagdoren), Zetterberg, Walem, Boffin Bosman, Weber               |              |
| 23 november 1994 Ghenceastadion Boekarest                 | Steaua Boekarest                                         | 1-1             | RSC Anderlecht   | De Wilde Doll, Crasson, Rutjes, Babayaro Haagdoren(69' Peiremans), Zetterberg, Walem, Boffin Degryse, Bosman          | 35' Babayaro |
| 23 november 1994 Ghenceastadion Boekarest                 | 54' Dobos                                                | 0-1 1-1         | 43' Bosman       | De Wilde Doll, Crasson, Rutjes, Babayaro Haagdoren(69' Peiremans), Zetterberg, Walem, Boffin Degryse, Bosman          | 35' Babayaro |
| 4 december 1994 Constant Vanden Stockstadion Anderlecht   | RSC Anderlecht                                           | 1-1             | SL Benfica       | De Wilde Doll, Crasson, Rutjes, Boffin Emmers(66' Haagdoren), Zetterberg(88' Peiremans), Walem, Preko Degryse, Bosman |              |
| 4 december 1994 Constant Vanden Stockstadion Anderlecht   | 48' Rutjes                                               | 1-0 1-1         | 83' Edilson      | De Wilde Doll, Crasson, Rutjes, Boffin Emmers(66' Haagdoren), Zetterberg(88' Peiremans), Walem, Preko Degryse, Bosman |              |

## Beker van België
RSC Anderlecht kwam in de Beker van België uit tegen tweedeklasser KVC Westerlo, Cercle Brugge, KV Mechelen en Germinal Ekeren. Anderlecht sneuvelde in de 1/2 finale.

### Wedstrijden
| Beker van België                                      |                                                     |                         |                                            | |              |
| Wedstrijddetails                                      | Thuisploeg                                          | Uitslag                 | Uitploeg                                   | Opstelling | Rode kaarten |
| 1/16 finale                                           |                                                     |                         |                                            | |              |
| 5 november 1994 't Kuipje Westerlo                    | KVC Westerlo (II)                                   | 0-2                     | RSC Anderlecht                             | De Wilde Suray, Crasson, Rutjes, Doll Peiremans(62' Haagdoren), Zetterberg, Walem, Boffin Preko(80' Degryse), Bosman |              |
| 5 november 1994 't Kuipje Westerlo                    |                                                     | 0-1 0-2                 | 67' Bosman 89' Degryse                     | De Wilde Suray, Crasson, Rutjes, Doll Peiremans(62' Haagdoren), Zetterberg, Walem, Boffin Preko(80' Degryse), Bosman |              |
| 1/8 finale                                            |                                                     |                         |                                            | |              |
| 26 januari 1995 Olympiastadion Brugge                 | Cercle Brugge                                       | 2-4                     | RSC Anderlecht                             | De Wilde Doll, Crasson, Grün, Babayaro Emmers, Zetterberg, Walem, Haagdoren(74' Suray) Degryse, Weber(74' Bosman)    |              |
| 26 januari 1995 Olympiastadion Brugge                 | 86' Lauwers 90' Annicaert                           | 0-1 0-2 0-3 0-4 1-4 2-4 | 24' Walem 52' Weber 62' Walem 82' Babayaro | De Wilde Doll, Crasson, Grün, Babayaro Emmers, Zetterberg, Walem, Haagdoren(74' Suray) Degryse, Weber(74' Bosman)    |              |
| 1/4 finale                                            |                                                     |                         |                                            | |              |
| 22 maart 1995 Constant Vanden Stockstadion Anderlecht | RSC Anderlecht                                      | 2-0                     | KV Mechelen                                | De Wilde Doll, Crasson, Grün(72' Bosman), Babayaro Haagdoren, Zetterberg, Walem, Preko Degryse, Weber                |              |
| 22 maart 1995 Constant Vanden Stockstadion Anderlecht | 16' Weber 85' Bosman                                | 1-0 2-0                 |                                            | De Wilde Doll, Crasson, Grün(72' Bosman), Babayaro Haagdoren, Zetterberg, Walem, Preko Degryse, Weber                |              |
| 1/2 finale                                            |                                                     |                         |                                            | |              |
| 4 mei 1995 Constant Vanden Stockstadion Anderlecht    | RSC Anderlecht                                      | 2-0                     | Germinal Ekeren                            | De Wilde Crasson, Grün, Rutjes, Babayaro Emmers(84' Peiremans), Walem, Versavel, Boffin Degryse, Preko(75' Bosman)   |              |
| 4 mei 1995 Constant Vanden Stockstadion Anderlecht    | 22' Versavel 40' Babayaro                           | 1-0 2-0                 |                                            | De Wilde Crasson, Grün, Rutjes, Babayaro Emmers(84' Peiremans), Walem, Versavel, Boffin Degryse, Preko(75' Bosman)   |              |
| 11 mei 1995 Veltwijckpark Ekeren                      | Germinal Ekeren                                     | 4-0                     | RSC Anderlecht                             | De Wilde Emmers, Crasson, Rutjes, Albert Boffin, Degryse, Walem(75' Bosman), Versavel Nilis, Van Vossen              |              |
| 11 mei 1995 Veltwijckpark Ekeren                      | 12' Radzinski 67' Radzinski 74' Abeels 88' Tahamata | 1-0 2-0 3-0 4-0         |                                            | De Wilde Emmers, Crasson, Rutjes, Albert Boffin, Degryse, Walem(75' Bosman), Versavel Nilis, Van Vossen              |              |

## Individuele prijzen
- Profvoetballer van het Jaar - Marc Degryse
- Voetballer van het Jaar - Marc Degryse
- Jonge Profvoetballer van het Jaar - Celestine Babayaro

## Afbeeldingen

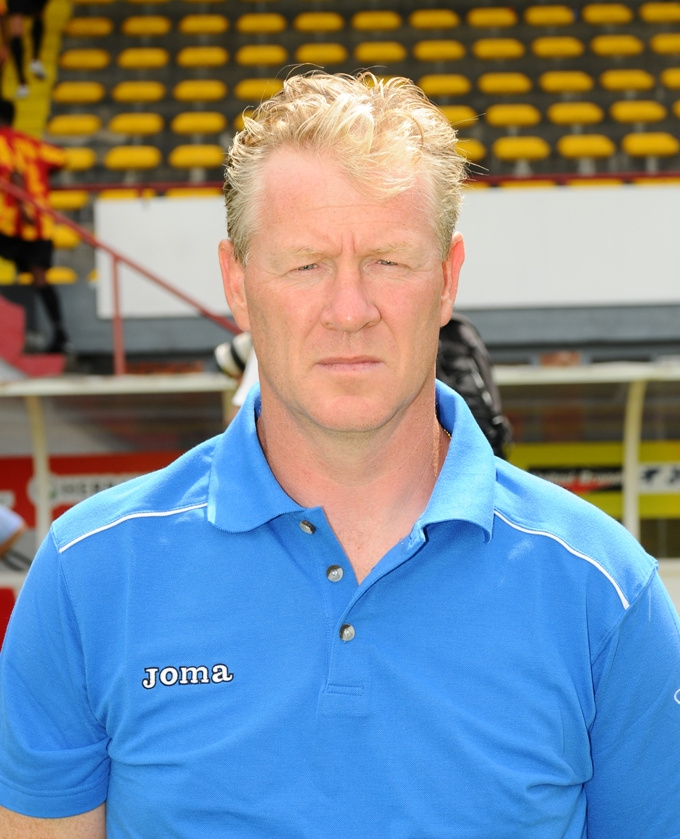
Peter Maes (doelman)
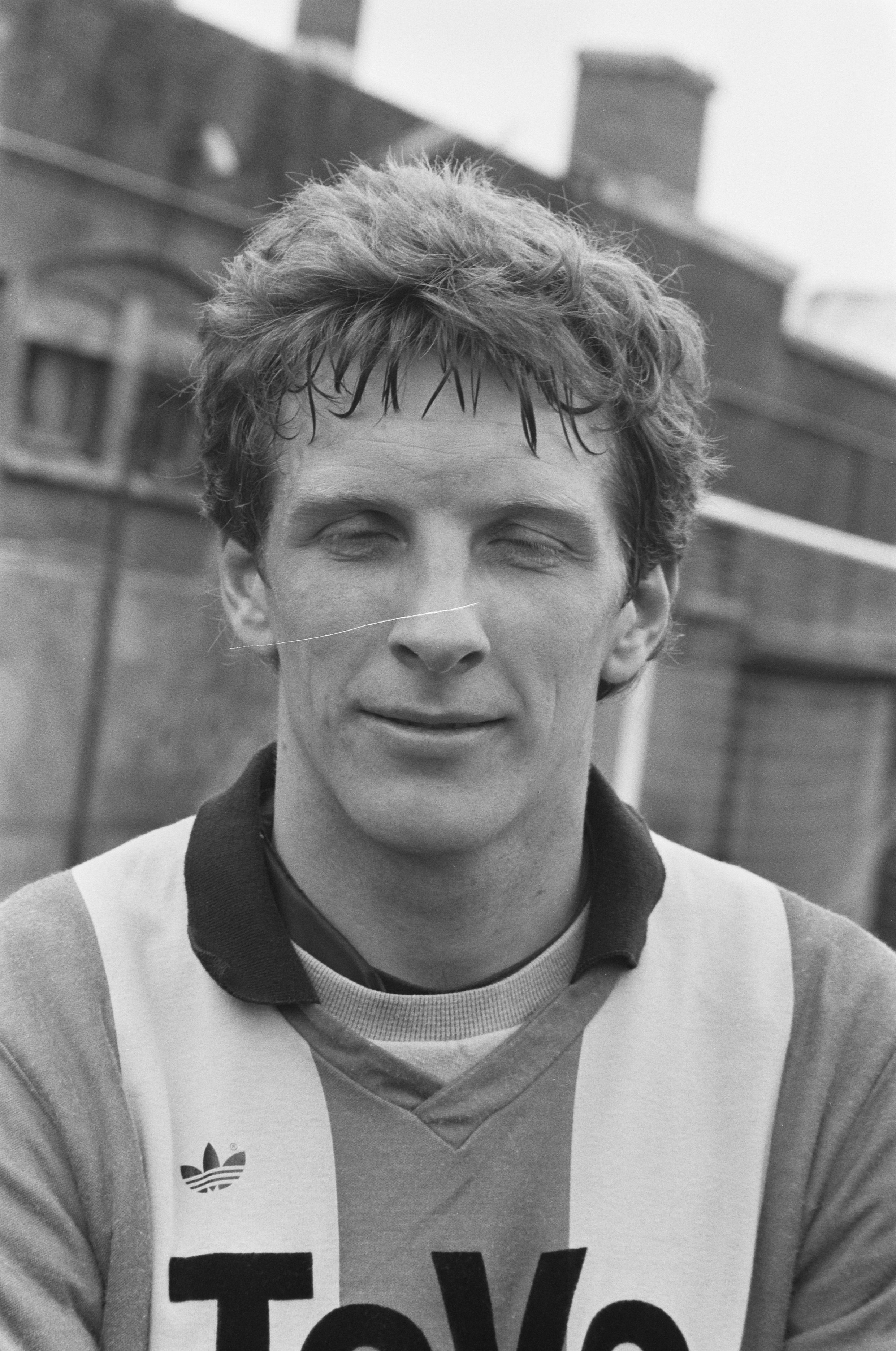
Graeme Rutjes (verdediger)
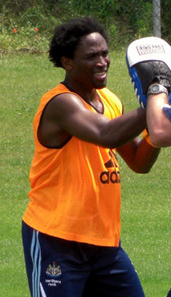
Celestine Babayaro (verdediger)
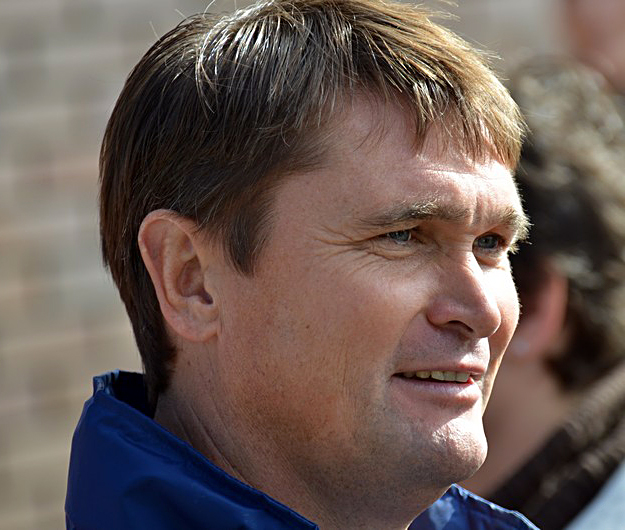
John Bosman (aanvaller)